# یانا کومرسکووا
یانا کومرسکووا (به انگلیسی: Jana Komrsková) ژیمناست زادهٔ ۶ مهٔ ۱۹۸۳ میلادی اهل کشور جمهوری چک است.